# مورچی
روستای مورچی روستای جزء بالادربد کرمانشاه که در فاصبله 22کیلو متری از شهر کرمانشاه واقع شده پدارای جمعیت 22نفری میباشد .

یک اثر باستانی مربوط به دوره مفرغ واشکانیان در فاصله 2کیلومتری از روستا بنام تپه مورچی وجود دارد که درسال 1387به ثبت ملی رسیده.تپه مورچی ۱

## جمعیت
این روستا در دهستان بالادربند قرار دارد و براساس سرشماری مرکز آمار ایران در سال ۱۳۸۵، جمعیت آن زیر سه خانوار بوده‌است.